# La espada milenaria
La espada milenaria (título original: The Swordsman) es una película canadiense de acción, drama y crimen de 1992, dirigida por Michael Kennedy, que a su vez la escribió, musicalizada por Domenic Troiano, en la fotografía estuvo Ludek Bogner y los protagonistas son Lorenzo Lamas, Claire Stansfield y Michael Champion, entre otros. El filme fue realizado por SC Entertainment International, se estrenó el 1 de marzo de 1992.

## Sinopsis
El policía y experimentado esgrimista Andrew es designado para cuidar a la arqueóloga y conservadora del museo, Julie Wilkins, la única que vio el robo de la mítica espada de Alejandro Magno.